# Mariner 9
Mariner 9 a fost o sondă spațială care a contribuit foarte mult la explorarea planetei Marte și a făcut parte din programul Mariner al NASA. Mariner 9 a fost lansată spre Marte la 30 mai 1971  de la Cape Canaveral, Florida, și a ajuns la 14 noiembrie același an, devenind prima navă spațială care a orbitat o altă planetă – cu foarte puțin înaintea sondelor sovietice Marte 2 (lansată la 19 mai) și Marte 3 (lansată la 28 mai), care au ajuns la Marte doar câteva săptămâni mai târziu.
După apariția furtunilor de praf pe planetă timp de câteva luni de la sosirea lui Mariner 9, orbitatorul a reușit să trimită înapoi imagini clare ale suprafeței. Sonda a returnat cu succes 7.329 de imagini pe parcursul misiunii sale, care s-a încheiat în octombrie 1972.

## Misiune
Când Mariner 9 a sosit și a orbitat cu succes Marte la 14 noiembrie 1971, oamenii de știință au fost surprinși să constate că atmosfera era densă, „o mantie de praf acoperea întreaga planetă, fiind cea mai mare furtună observată vreodată”. Suprafața planetei era complet ascunsă. Calculatorul lui Mariner 9 a fost reprogramat de pe Pământ să întârzie fotogafierea suprafeței pentru câteva luni până când praful s-a depus. Sondele sovietice Marte 2 și Marte 3, care au sosit în timpul aceleiași furtuni de praf, nu au putut să se adapteze la condițiile neașteptate, ceea ce a limitat sever cantitatea de date pe care au putut să o colecteze.
După 349 de zile pe orbită, Mariner 9 a transmis 7.329 de imagini, acoperind 85% din suprafața lui Marte, în timp ce misiunile anterioare de zbor au returnat mai puțin de 1000 de imagini care acopereau doar o mică porțiune a suprafeței planetare. Imaginile au dezvăluit albii de râu, cratere, vulcani masivi dispăruți (cum ar fi Olympus Mons, cel mai mare vulcan cunoscut din Sistemul Solar, canioane (inclusiv Valles Marineris, un sistem de canioane de peste 4.020 kilometri lungime), dovezi ale eroziunii și depunerii vântului și apei și multe alele.
De asemenea, au fost fotografiați sateliții lui Marte: Phobos și Deimos.
Descoperirile din misiunea Mariner 9 au stat la baza viitorului [Programul Viking|program Viking]].
Sistemul enorm de canion Valles Marineris poartă numele după Mariner 9 în cinstea realizărilor sale.
După epuizarea aprovizionării cu gaz, nava a fost oprită la 27 octombrie 1972. În prezent, Mariner 9 rămâne un satelit abandonat pe orbita lui Marte. Se așteaptă să rămână pe orbită până cel puțin în 2022, după care nava spațială este proiectată să intre în atmosfera marțiană și să ardă sau să se prăbușească pe suprafața planetei. 